# Relacions entre Ruanda i Rússia
Les relacions entre Ruanda i Rússia (rus: Российско-руандийские отношения) es refereix a les relacions bilaterals històriques i actuals entre la República de Ruanda i Rússia

## Era Soviètica
El 30 de juny de 1962, un dia abans de Ruanda obtingués la independència de Bèlgica, la Unió Soviètica va enviar un telegrama a Kigali reconeixent Ruanda com a estat sobirà i independent, i es va oferir a establir relacions diplomàtiques. Es van establir relacions diplomàtiques entre els dos estats el 17 d'octubre de 1963.

## Lligams diplomàtics
Ruanda va reconèixer la Federació russa en gener de 1992 com a estat successor de la Unió Soviètica, després de la seva dissolució. Rússia té una ambaixada a Kigali, A causa de les dificultats financeres, l'ambaixada de Ruanda a Moscou van tancar a la fi de 1995, i totes les activitats de l'Ambaixada van ser traslladades a l'Ambaixada de Ruanda a Berlín fins al març de 2013, quan el gabinet de Ruanda va designar al seu nou ambaixador a Rússia amb base a Moscou.

## Lligams humanitaris
En 2003 Charles Murigande aleshores ministre d'afers exteriors va demanar a Rússia ajuda amb els serveis de salut pública. Va observar que hi havia un metge per cada 50.000 ruandesos, i el 1989 la Unió Soviètica va prometre ajuda en aquest camp, però no es va produir a causa de problemes amb el pagament.